# Geostachys maliauensis
Geostachys maliauensis là một loài thực vật có hoa trong họ Gừng. Loài này được C.K.Lim & K.H.Lau mô tả khoa học đầu tiên năm 2006.